# Nomdieu
Nomdieu är en kommun i departementet Lot-et-Garonne i regionen Nouvelle-Aquitaine i sydvästra Frankrike. Kommunen ligger i kantonen Francescas som tillhör arrondissementet Nérac. År 2022 hade Nomdieu 252 invånare.

## Befolkningsutveckling
Antalet invånare i kommunen Nomdieu
| Referens: INSEE |